# Benthochromis tricoti
Benthochromis tricoti là một loài cá thuộc họ Cichlidae. Nó được tìm thấy ở Burundi, Cộng hòa Dân chủ Congo, Tanzania, và Zambia. Môi trường sống tự nhiên của chúng là vùng bờ biển nhiều đá. Nó bị đe dọa do mất môi trường sống.